# Pray (langue)
Pour les articles homonymes, voir Pray (homonymie).
Le pray est une langue môn khmer parlée en Thaïlande. Au nombre total de 38 800, ses locuteurs vivent dans les districts de Thung Chang (en) et de Pua dans la province de Nan. 

## Classification
Le pray appartient au sous-groupe khmuique du groupe Nord de la branche môn-khmer des langues austroasiatiques.